# Бульбовщина (Сумский район)
Бульбовщина (укр. Бульбівщина) — село,
Садовский сельский совет,
Сумский район,
Сумская область,
Украина.
Присоединено к селу Сад в середине 1980-х годов.

## Географическое положение
Село Бульбовщина находится на левом берегу реки Сухоносовка,
выше по течению на расстоянии в 1 км расположено село Москалевщина.

## История
Село Бульбовщина существует с XVIII века до начала 1980-х годов. Известно также как хутор Турчанинов.
Бульбовщина уже была обозначена на Плане Генерального межевания Харьковской губернии от 1783 года.
В 1864 году хутор насчитывал 5 дворов и 34 жителя.
Согласно Справочной книге для Харьковской епархии Ивана Самойловича, в 1904 году к приходу Ильинской церкви (г. Сумы) приписаны хутора: Гаёк и Косовщина (в 4-х верстах), Кононенко и Бульбовщина (в 5 верстах) и Россоховатый (в 7 верстах).
Бульбовщина располагалась на реке Ильма (Сухоносовка), в восточной части нынешнего посёлка Сад.
В 1945—1954 г. хутор входил в состав Стреличанского сельского совета.
В 1954—1977 г. село в составе Великовильмовского сельского совета.
С 1977 г. в Садовском сельском совете.
В середине 1980-х гг. село было объединено с посёлком Сад.